# Aleftal

Alef-noll.

Inom mängdteorin används alef-tal för att ange kardinaliteten, det vill säga antalet element, i oändliga mängder. Alef är den första bokstaven i det hebreiska alfabetet (ℵ). Det finns oändligt många Alef-tal och de betecknas ℵ₀, ℵ₁, ℵ₂ och så vidare.
{\displaystyle \aleph _{0}} (alef-noll) är kardinaltalet för alla uppräkneligt oändliga mängder. Exempel på sådana mängder är de naturliga talen och heltalen.
{\displaystyle \aleph _{1}} (alef-ett) är kardinaltalet för mängden av alla icke-uppräkneligt oändliga ordinaltal. Enligt den så kallade kontinuumhypotesen är detta kardinaltal lika med kardinaltalet för mängden av alla reella tal, det vill säga ℵ₁ = 2ℵ₀.
{\displaystyle \aleph _{2}} (alef-två) är kardinaltalet för mängden av alla ordinaltal av kardinalitet Alef-1.
Efter talen ℵ₀, ℵ₁, ℵ₂,… följer ℵω som är ett singulärt kardinaltal.
Mängden av reella tal är alltså inte av storleken Alef-0, utan större.  Denna mängd säges därför istället vara ett kontinuum, "har kontinuums mäktighet". Av Cantors sats följer att det inte finns någon gräns på hur stora oändligheter vi kan bilda.
Om man låter P(A) beteckna potensmängden av mängden X gäller till exempel:
X < P(X) < P(P(X)) < …, även för oändliga mängder X.